# Gates McFadden
Cheryl Gates McFadden (Akron, 1949. március 2. –) amerikai színésznő, koreográfus.
Legismertebb szerepe Dr. Beverly Crusher a Star Trek: Az új nemzedék című sorozatban és az ahhoz kapcsolódó filmekben.

## Filmográfia

### Film
| Év   | Magyar cím                   | Eredeti cím                | Szerep               | Magyar hang  |
| ---- | ---------------------------- | -------------------------- | -------------------- | ------------ |
| 1984 | Muppet-show New Yorkban      | The Muppets Take Manhattan | Mr. Price titkárnője |              |
| 1985 | Az éneklő cowboy             | Rustlers' Rhapsody         | koreográfus          |              |
| 1985 | Álomgyermek                  | Dreamchild                 | koreográfus          |              |
| 1985 |                              | When Nature Calls          | Gena                 |              |
| 1986 | Fantasztikus labirintus      | Labyrinth                  | koreográfus          |              |
| 1990 | Vadászat a Vörös Októberre   | The Hunt for Red October   | Caroline Ryan        | Csere Ágnes  |
| 1990 | Filofax, avagy a sors könyve | Taking Care of Business    | Diane                | Szabó Éva    |
| 1994 | Star Trek: Nemzedékek        | Star Trek Generations      | Dr. Beverly Crusher  | Papp Ági     |
| 1996 | Star Trek: Kapcsolatfelvétel | Star Trek: First Contact   | Dr. Beverly Crusher  | Incze Ildikó |
| 1998 | Star Trek: Űrlázadás         | Star Trek: Insurrection    | Dr. Beverly Crusher  | Szabó Éva    |
| 1998 | Star Trek: Űrlázadás         | Star Trek: Insurrection    | Dr. Beverly Crusher  | Rácz Kati    |
| 2002 | Star Trek – Nemezis          | Star Trek: Nemesis         | Dr. Beverly Crusher  | Rácz Kati    |
| 2005 | Mocsok                       | Dirty                      | feleség              |              |
| 2009 |                              | Make the Yuletide Gay      | Martha Stanford      |              |

### Televízió
| Év        | Magyar cím                    | Eredeti cím                         | Szerep                       | Megjegyzések                                                      |
| --------- | ----------------------------- | ----------------------------------- | ---------------------------- | ----------------------------------------------------------------- |
| 1986      |                               | The Wizard                          | Darcy                        | 1 epizód                                                          |
| 1987      |                               | The Cosby Show                      | ismeretlen szerep            | 1 epizód                                                          |
| 1987–1994 | Star Trek: Az új nemzedék     | Star Trek: The Next Generation      | Dr. Beverly Crusher          | - állandó szereplő - (1., 3-7. évad) - magyar hangja: - Rácz Kati |
| 1990      |                               | Beyond the Groove                   | titkárnő                     |                                                                   |
| 1992      |                               | L.A. Law                            | Uta Keller                   | 1 epizód                                                          |
| 1993      |                               | Dream On                            | Ina Dreikoff                 | 1 epizód                                                          |
| 1994      | Ötösfogat                     | Party of Five                       | Greer Erikson                | 1 epizód                                                          |
| 1995      | Hawaii üzenetek               | Marker                              | Kimba                        | 13 epizód                                                         |
| 1995–1996 | Megőrülök érted               | Mad About You                       | Allison Rourke               | 4 epizód                                                          |
| 1997      | A szépségkirálynő halála      | Crowned and Dangerous               | Patrice Baxter               | - tévéfilm - magyar hangja: - Menszátor Magdolna                  |
| 2000      | Ügyvédek                      | The Practice                        | Emily Harrison bírónő        | 1 epizód                                                          |
| 2001      | Az ügyosztály                 | The Division                        | Mrs. Petersen                | 1 epizód                                                          |
| 2004      | FBI ügynökök bevetésen        | The Handler                         | Siobhan                      | 1 epizód                                                          |
| 2009      | Family Guy                    | Family Guy                          | önmaga (hangja)              | - 1 epizód - (Nem minden kutya megy a mennybe)                    |
| 2011–2013 | Franklin és Bash              | Franklin & Bash                     | Mallory Jacobs bírónő        | 4 epizód                                                          |
| 2016      |                               | Scary Endings                       | 911 operátor (hangja)        | 1 epizód                                                          |
| 2017      |                               | A Neighbor's Deception              | Dr. Constance Abrams         | tévéfilm                                                          |
| 2017      | NCIS                          | NCIS                                | Mrs. Belmont                 | 1 epizód                                                          |
| 2022      | Star Trek: Protostar          | Star Trek: Prodigy                  | Dr. Beverly Crusher (hangja) | 1 epizód                                                          |
| 2023      | Star Trek: Picard             | Star Trek: Picard                   | Dr. Beverly Crusher          | 3. évad                                                           |
| 2024      | A világ ura: Kinyilatkoztatás | Masters of the Universe: Revelation | Marlena királynő (hangja)    | 4 epizód                                                          |
| 2024      | X-Men ’97                     | X-Men ’97                           | Askani anya (hangja)         | - 1 epizód - magyar hangja: - Varga Klári                         |

## Fordítás
- Ez a szócikk részben vagy egészben  a   Gates McFadden című angol Wikipédia-szócikk ezen változatának fordításán alapul.  Az eredeti cikk szerkesztőit annak laptörténete sorolja fel. Ez a jelzés csupán a megfogalmazás eredetét és a szerzői jogokat jelzi, nem szolgál a cikkben szereplő információk forrásmegjelöléseként.